# Muilkorf

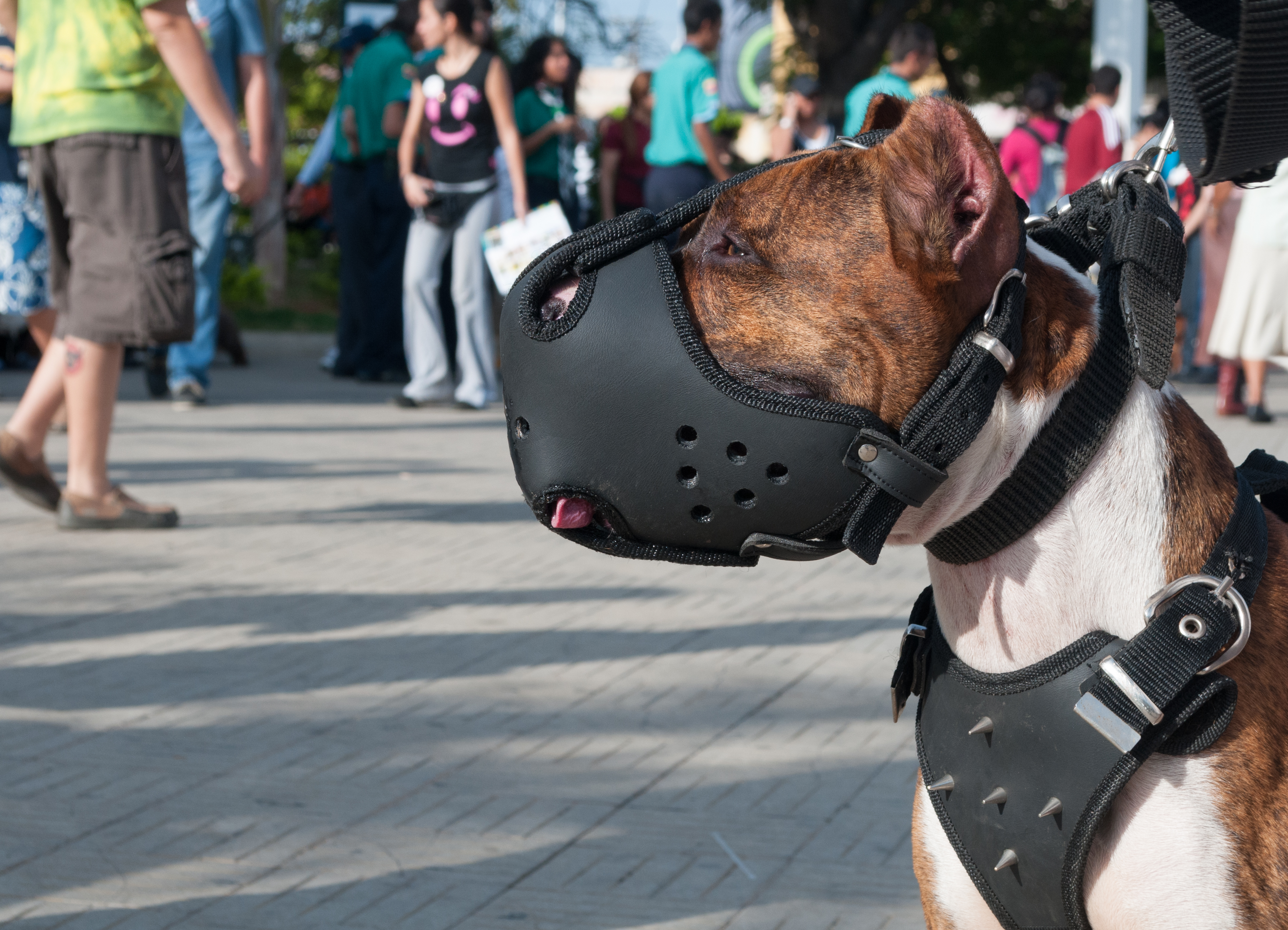
Pitbull met muilkorf

Een muilkorf is een uit riempjes bestaande korf die om de bek van een dier gedaan zodat het niet kan bijten. In sommige landen is er een muilkorfplicht voor bepaalde hondenrassen.
Ook bij de windhondenrennen dragen de windhonden een muilkorf.
Een muilkorf wordt ook vaak gebruikt bij honden met sloopgedrag. De muilkorf mag in dit geval niet uren achter elkaar gedragen worden. Het is verstandig een muilkorf alleen aan te laten wanneer de hond onder toezicht is. 

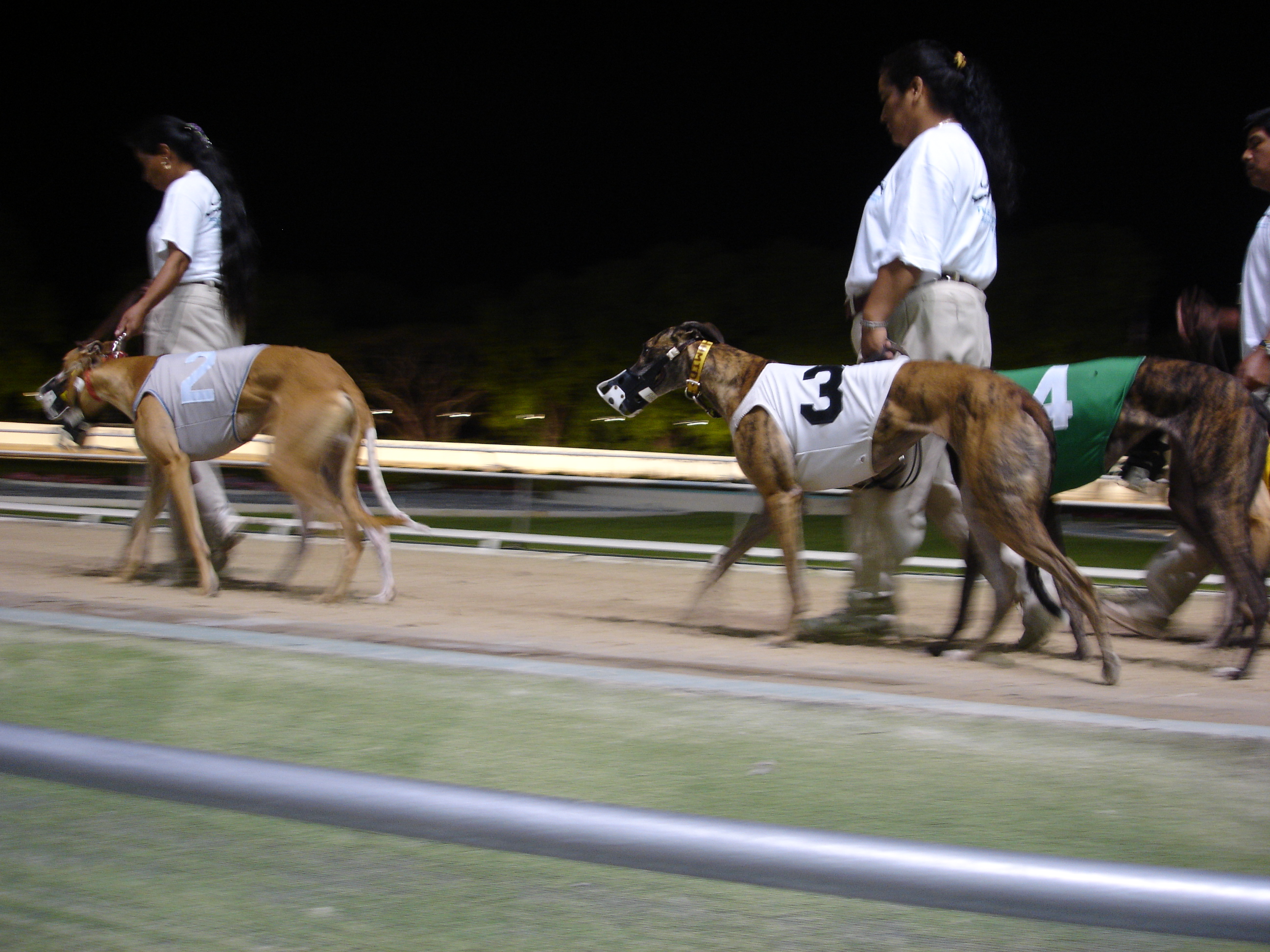
Windhonden met muilkorf